# Spremberg (stacja kolejowa)
Spremberg – stacja kolejowa w Spremberg (łuż. Grodk), na Dolnych Łużycach w kraju związkowym Brandenburgia, w Niemczech przy linii kolejowej Görlitz-Berlin. Stacja położona jest na południe od Chociebuża na granicy z Saksonią.
Na szyldach wywieszonych na peronach i budynku stacyjnym znajduje się nazwa miejscowości w dwóch językach: niemieckim – Spremberg i górnołużyckim – Grodk.
| Spremberg                               |  |          |
| Linia 6142 Berlin – Görlitz (138,42 km) |  |          |
| Bagenz                                  |  | Schleife |